# Todok (sockenhuvudort i Kina, Xinjiang Uygur Zizhiqu, lat 44,55, long 83,57)
Todok (kinesiska: 托托, 托托乡) är en sockenhuvudort i Kina. Den ligger i den autonoma regionen Xinjiang, i den nordvästra delen av landet, omkring 330 kilometer väster om regionhuvudstaden Ürümqi. Antalet invånare är 3 476. Befolkningen består av 1 486 kvinnor och 1 990 män. Barn under 15 år utgör 16,0 %, vuxna 15-64 år 77 %, och äldre över 65 år 5,0 %.
Runt Todok är det glesbefolkat, med 14 invånare per kvadratkilometer. Det finns inga andra samhällen i närheten. Trakten runt Todok består i huvudsak av gräsmarker.
Genomsnittlig årsnederbörd är 432 millimeter. Den regnigaste månaden är juli, med i genomsnitt 95 mm nederbörd, och den torraste är februari, med 10 mm nederbörd.